# Cofield
Cofield è un villaggio degli Stati Uniti d'America, situato in Carolina del Nord, nella contea di Hertford.